# Orlando Peçanha de Carvalho
Orlando Peçanha de Carvalho (20. září 1935, Niterói – 10. únor 2010, Rio de Janeiro) byl brazilský fotbalista. Nastupoval především na postu obránce.
S brazilskou fotbalovou reprezentací vyhrál mistrovství světa roku 1958, na závěrečném turnaji nastoupil ke všem šesti zápasům Brazilců. Zúčastnil se i světového šampionátu v Anglii roku 1966, nastoupil k poslednímu zápasu Brazílie ve skupině (i na turnaji) a převzal i kapitánskou pásku. V roce 1959 získal stříbrnou medaili na Mistrovství Jižní Ameriky. Brazílii reprezentoval v letech 1958-1966, a to ve 30 zápasech.
S Boca Juniors je dvojnásobným mistrem Argentiny (1962, 1964), se Santosem mistrem Brazílie (1965, 1968). Se Santosem získal v roce 1965 i brazilský pohár. V Brazílii hrál na nejvyšší úrovni hrál krom Santosu za Vasco da Gama.